# کولگیت
کولگیت (انگلیسی: Colgate) شرکت لوازم بهداشتی آمریکایی است، که در سال ۱۸۷۳ تأسیس شد و هم‌اکنون زیرمجموعه‌ای از شرکت کولگیت-پالمولیو می‌باشد.